# Какавадзор (Арагацотн)
Какавадзор (арм. Կաքավաձոր) — село в Арагацотнской области.

## География
Село расположено на юго-западном склоне горы Арагац, в 18 км от Талина и в 37 км от Аштарака, рядом с сёлами Неркин Базмаберд, Верин Базмаберд, Диан и Байсз. В окрестностях села расположена археологическая местность в Какаваберде (II-I тыс. до н. э.).

## Население
По данным «Сборника сведений о Кавказе» за 1880 год в селе Яшил Эчмиадзинского уезда по сведениям 1873 года был 31 двор и проживало 235 азербайджанцев (указаны как «татары»), которые были шиитами.
По данным Кавказского календаря на 1912 год, в селе Яшил Эчмиадзинского уезда проживало 255 человек, в основном азербайджанцев, указанных как «татары».